# 沼田市バス
沼田市バス（ぬまたしバス）は、群馬県沼田市のコミュニティバスである。関越交通と老神観光バスが受託している。

2020年4月より「ぬまくる」の愛称が付与された。

## 現行路線
2022年3月25日よりAIデマンドバスの運行を開始したことにより、ダイヤ改正が行われた。

運行本数や経路は2022年4月1日時点のものである。

### 佐山線
- 沼田駅 - 馬喰町 - 国立病院 - ふれあい福祉センター - 善桂寺 - 佐山

土日祝日運休。

朝時間帯に佐山発沼田駅行き、夕時間帯に沼田駅発佐山行きが運行される。

関越交通が受託。

9人乗りジャンボタクシーで運転。

### 岩本線
- 上野 → 岩本駅 → 屋形原 → 利根中央病院 → 利根実業前 → 沼田駅　※朝運転
- 国立病院 → テラスぬまた・市役所前 → 沼田駅 → 利根実業前 → 屋形原 → 婦人の家 → 岩本駅 → 上野　※夕運転

土日祝日運休。

朝時間帯に上野発沼田駅行き、夕時間帯に国立病院発上野行きが運行される。

関越交通が受託。

9人乗りジャンボタクシーで運転。

### 中山本宿線
- 沼田市保健福祉センター前 - 材木町 - 沼田駅 - 川田小学校裏 - ロックハート城前 - 中山本宿

1日6往復が運行される。

うち中山本宿発の1本は沼田駅止まりとなるが、そのあとに沼田駅発沼田市保健福祉センター前として運行を再開する。

関越交通が受託。

中山本宿にてたかやまバスに接続し、中之条駅方面へ乗り継ぎが可能。

### 南郷線
- 南郷 → 輪組大橋 → 平出 → 上沼須 → 馬喰町 → 沼田駅　※朝運転
- 沼田駅 → テラスぬまた・市役所前 → 国立病院 → 上沼須 → 平出 → 輪組 → 輪組大橋 → 南郷　※夕運転

土日祝日運休。

朝時間帯に南郷発沼田駅行き、夕時間帯に沼田駅発南郷行きが運行される。

関越交通が受託。

9人乗りジャンボタクシーで運転。

### 迦葉山線
- 迦葉山 → 中発知 → 三つ又 → 上之町 → テラスぬまた・市役所前 → 沼田駅 　※平日朝運転
- 沼田駅 → テラスぬまた・市役所前 → 上之町 → 沼田警察署西 → 木田坂上 → 中発知 → 迦葉山　※平日夕運転
- 沼田駅 - テラスぬまた・市役所前 - 沼田警察署西 - 木田坂上 - 中発知 - 迦葉山 - たんばらラベンダーパーク - たんばらセンターハウス　※土休日運転

平日は朝時間帯に迦葉山発沼田駅行き、夕時間帯に沼田駅発迦葉山行きが運行され、土日祝日は日中時間帯に3往復が運行される。

関越交通が受託。

### 根利尾瀬高校線
- 根利集会所 - 南郷 - 老神温泉 - 利根支所 - 尾瀬高校

土日祝日運休

朝時間帯に根利集会所発尾瀬高校行き、夕時間帯に尾瀬高校発根利集会所行きが運行される。

老神観光バスが受託。

## 廃止路線
以下の路線はデマンドバスの運行開始に伴い2022年3月24日をもって運行を終了した。

運行本数や経路は運行終了時点のものである。

### 奈良秋塚線
- 沼田駅 → 馬喰町 → 国立病院 → 三つ又 → 桜町 → 奈良町農事研修所 → 秋塚町生活改善センター → 桜町 → 三つ又 → 国立病院 → 馬喰町 → 沼田駅

土日祝日運休。

4本が運行されていた。

関越交通が受託。

9人乗りジャンボタクシーで運行されていた。

### 宇楚井原線
- 沼田駅 - 馬喰町 - 国立病院 - ふれあい福祉センター - 下沼田町 - 荘田城址公園

土日祝日運休。

3.5往復（沼田駅行き4本、荘田城址公園行き3本）が運行されていた。

関越交通が受託。

9人乗りジャンボタクシーで運行されていた。

### 川田線
- 沼田脳神経外科前 - 国立病院 - テラスぬまた・市役所前 - 沼田駅 - 川田学校裏 - 前原 - 馬込貯水池

土日祝日運休。

2.5往復（沼田脳神経外科前行き3本、馬込貯水池行き2本）が運行されていた。

関越交通が受託。

9人乗りジャンボタクシーで運行されていた。

### 沼須線
- 沼田駅 - 上之町 - 国立病院 - 上沼須 - 利根中央病院

土日祝日運休。

7.5往復（沼田駅行き7本、利根中央病院行き8本）が運行されていた。

関越交通が受託。

12人乗りジャンボタクシーで運行されていた。